# Zugnummerninterface
Das Zugnummerninterface (ZNI) – auch Zugnummerndecoder (ZND) genannt – ist eine technische Einrichtung der Eisenbahn. Es dient in erster Linie der Bereitstellung vorhandener Informationen aus der Zugnummernmeldeanlage für Systeme, die nicht direkt mit der Zuglenkung verbunden sind.
Das Zugnummerninterface verbindet das MAS90-bzw. DBMAS-Netzwerk mit dem betrieblichen Zugnummernsystem. Das ZNI erlaubt dem MAS90 einen lesenden Zugriff auf den Zuglaufverfolgungs-Bus (ZLV-Bus) oder die ZLV-Bus-Sammelleitung (ZBS).
Zuggebundene Meldungen im MAS90/DBMAS, beispielsweise Heißläuferalarme und Festbremsalarme, können mit einer Zugnummerninformation ausgestattet werden. Dies erlaubt dem Fahrdienstleiter eine eindeutige Zuordnung der Alarme zu den betroffenen Zügen.